# Galeon

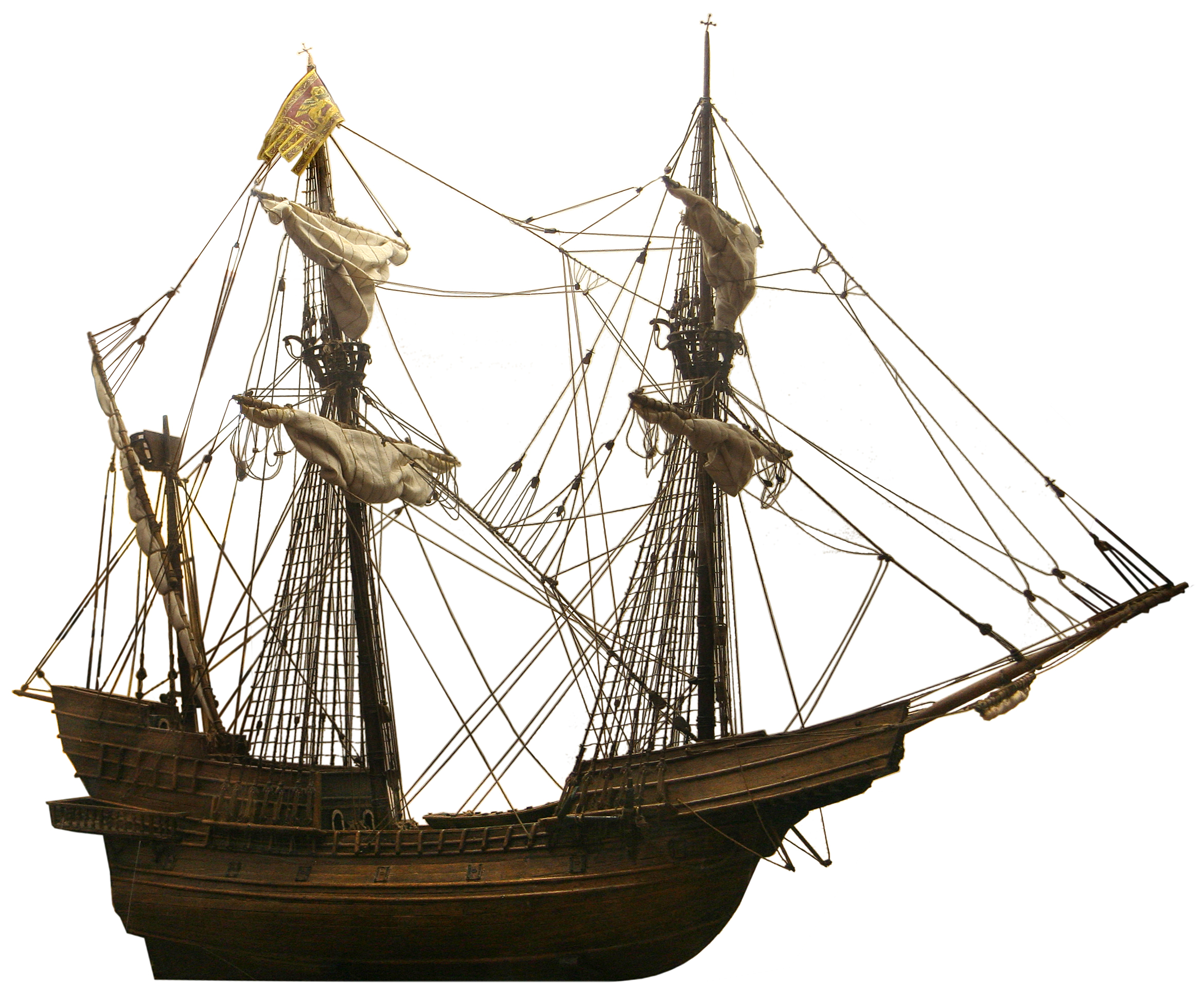
Model XVI-wiecznego weneckiego galeonu w Museo Storico Navale, Wenecja

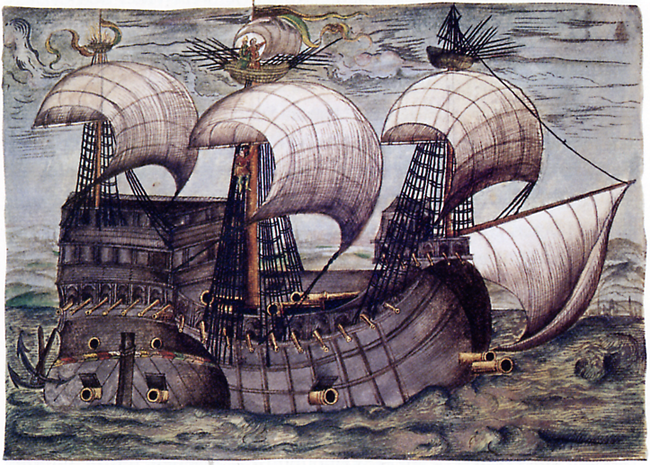
Hiszpański galeon "La Santa Trinidad", rysunek Hieronymusa Kölera, ok. 1560

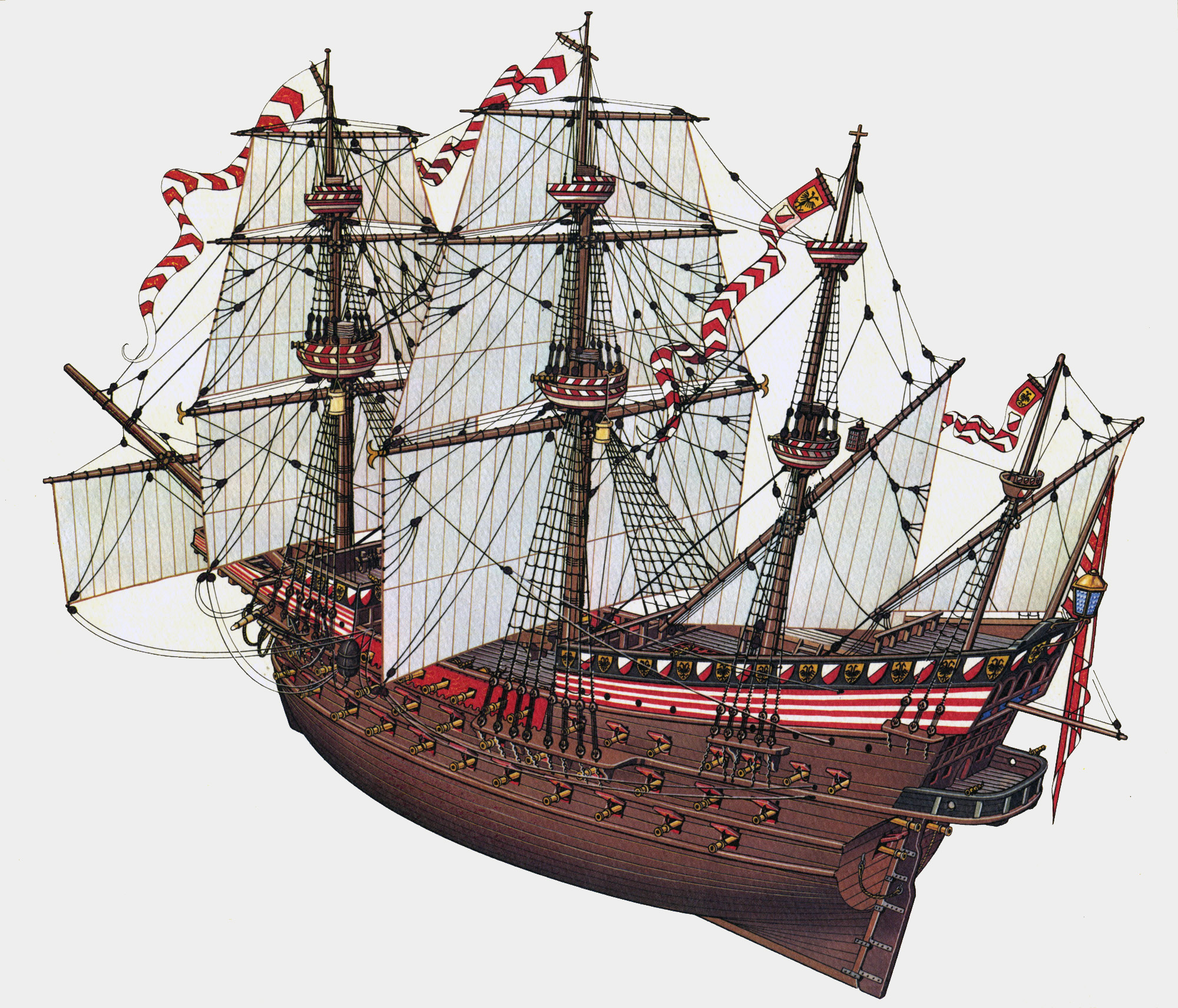
XVI-wieczny galeon Adler von Lübeck, należący do hanzeatyckiego miasta Lubeki

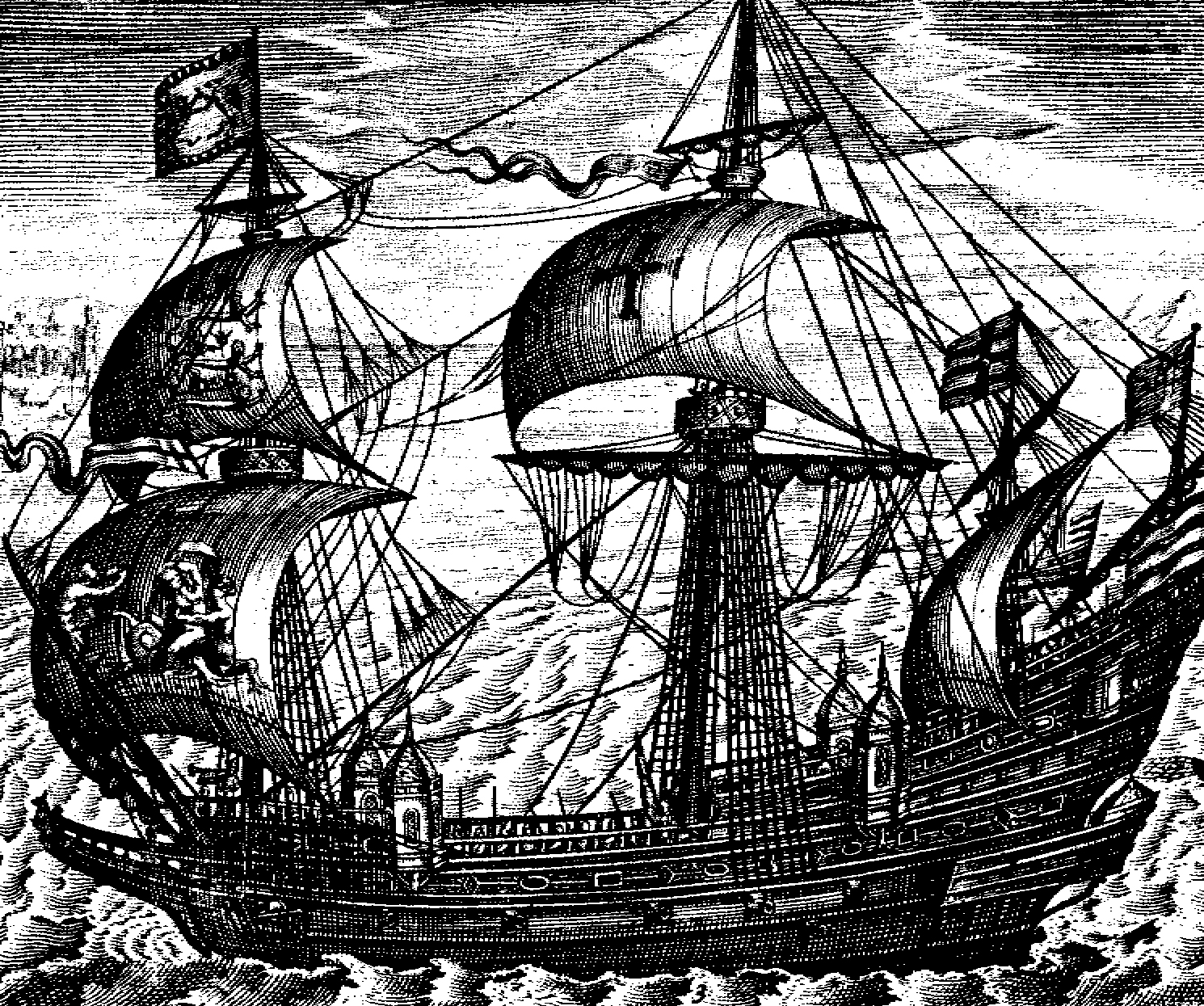
Angielski galeon HMS "Ark Royal" (1587)

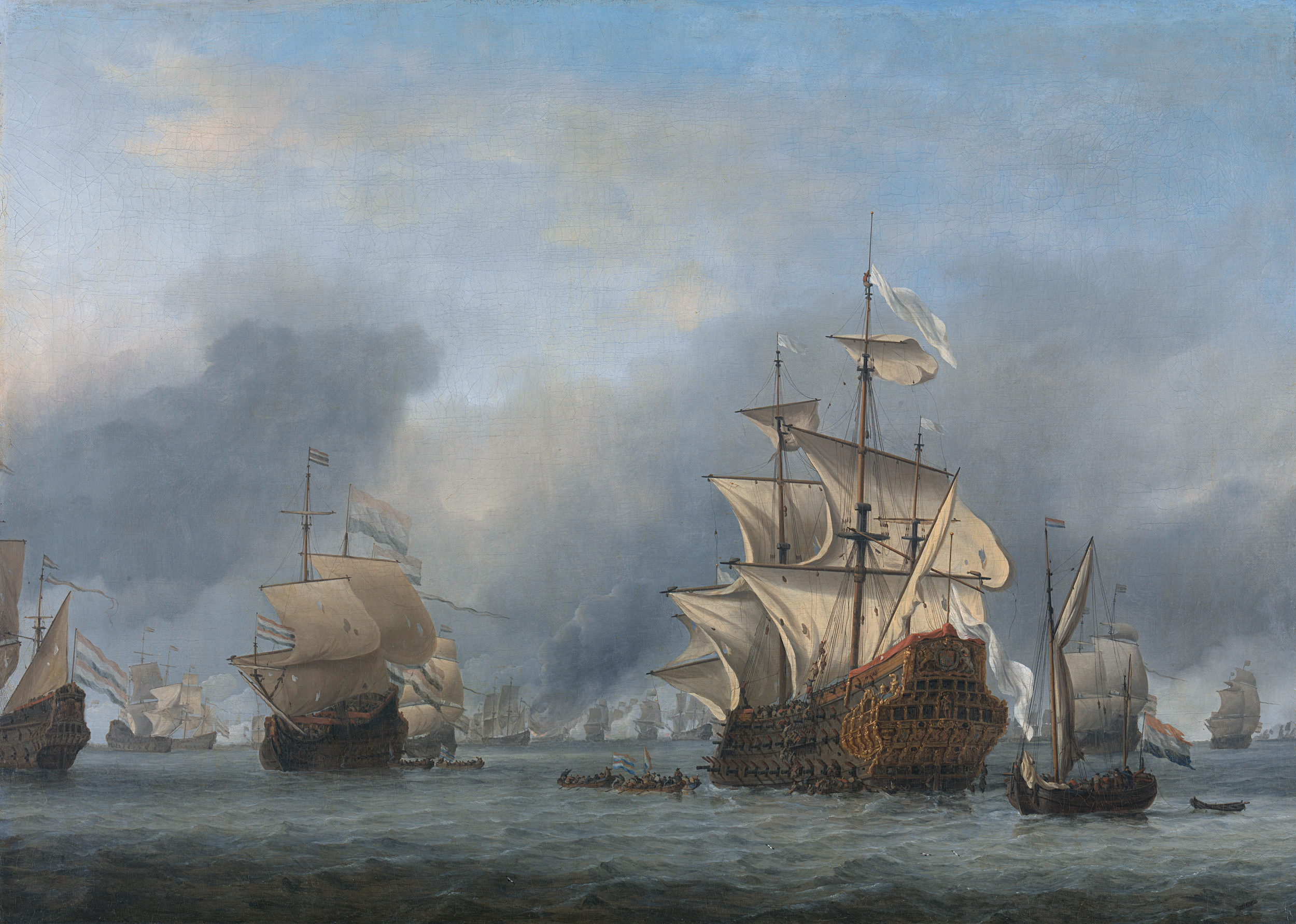
Po prawej stronie XVII-wieczny angielski galeon HMS "Prince Royal" na obrazie Willema van de Veldego (młodszego), ok. 1666 roku

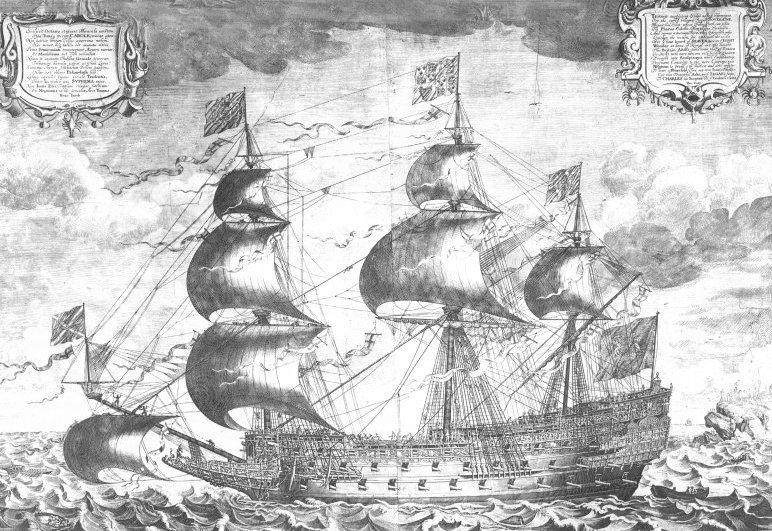
Angielski HMS "Sovereign of the Seas" (1637), klasyfikowany bądź jako galeon, bądź jako okręt liniowy, sztych z XVII wieku

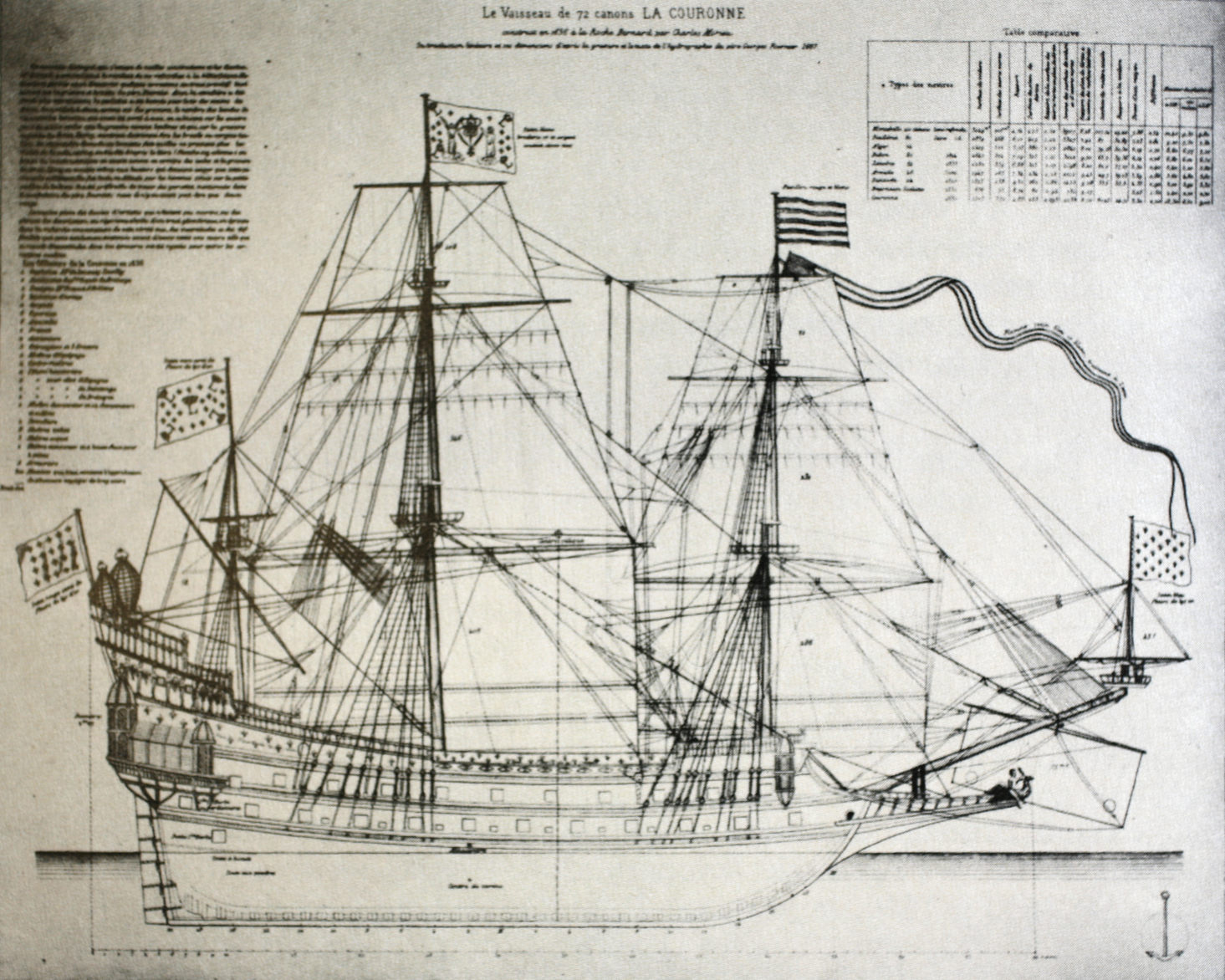
XVII-wieczny francuski galeon "La Couronne"

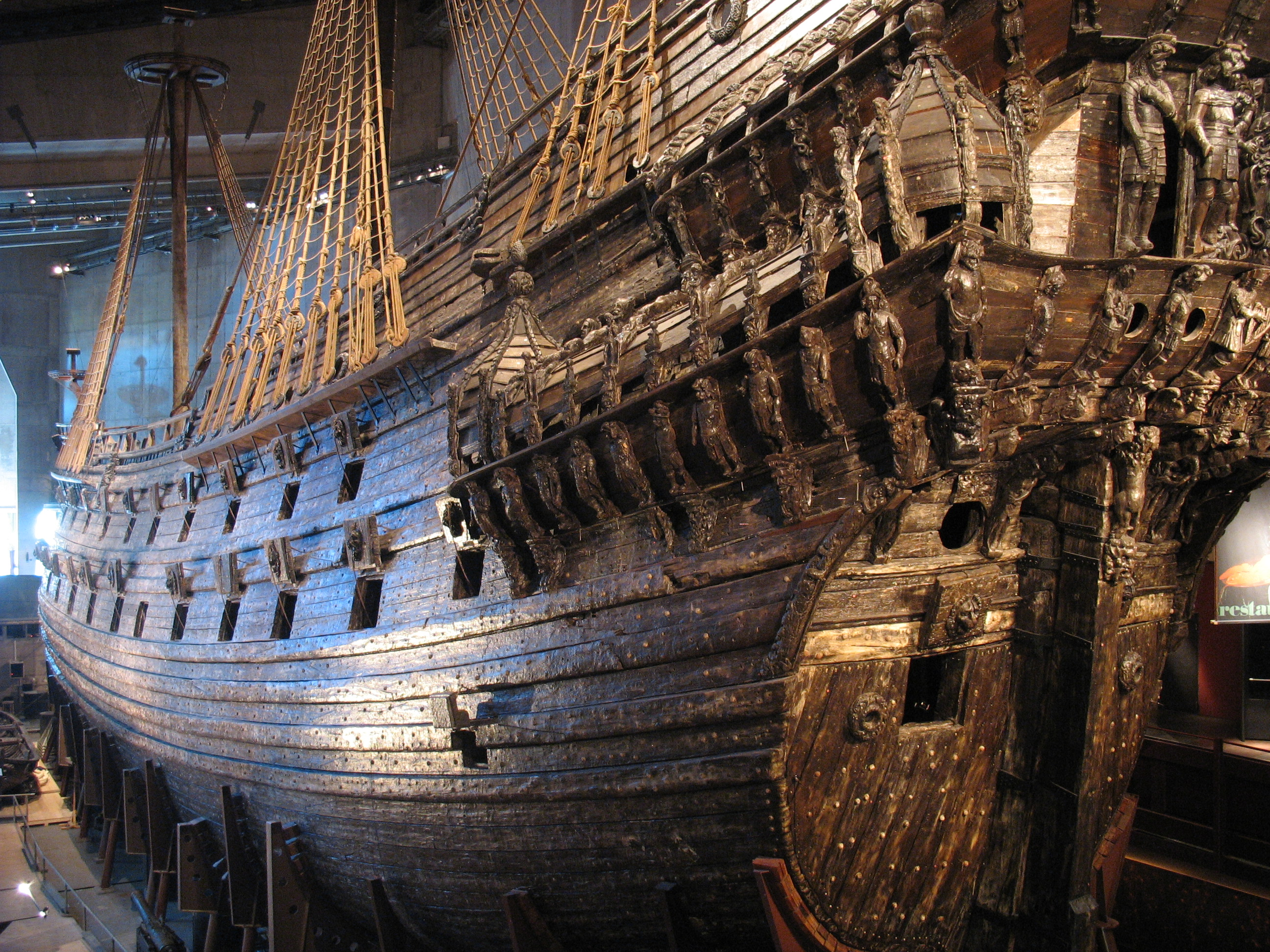
Burta XVII-wiecznego szwedzkiego galeonu Vasa, wydobytego z dna Bałtyku

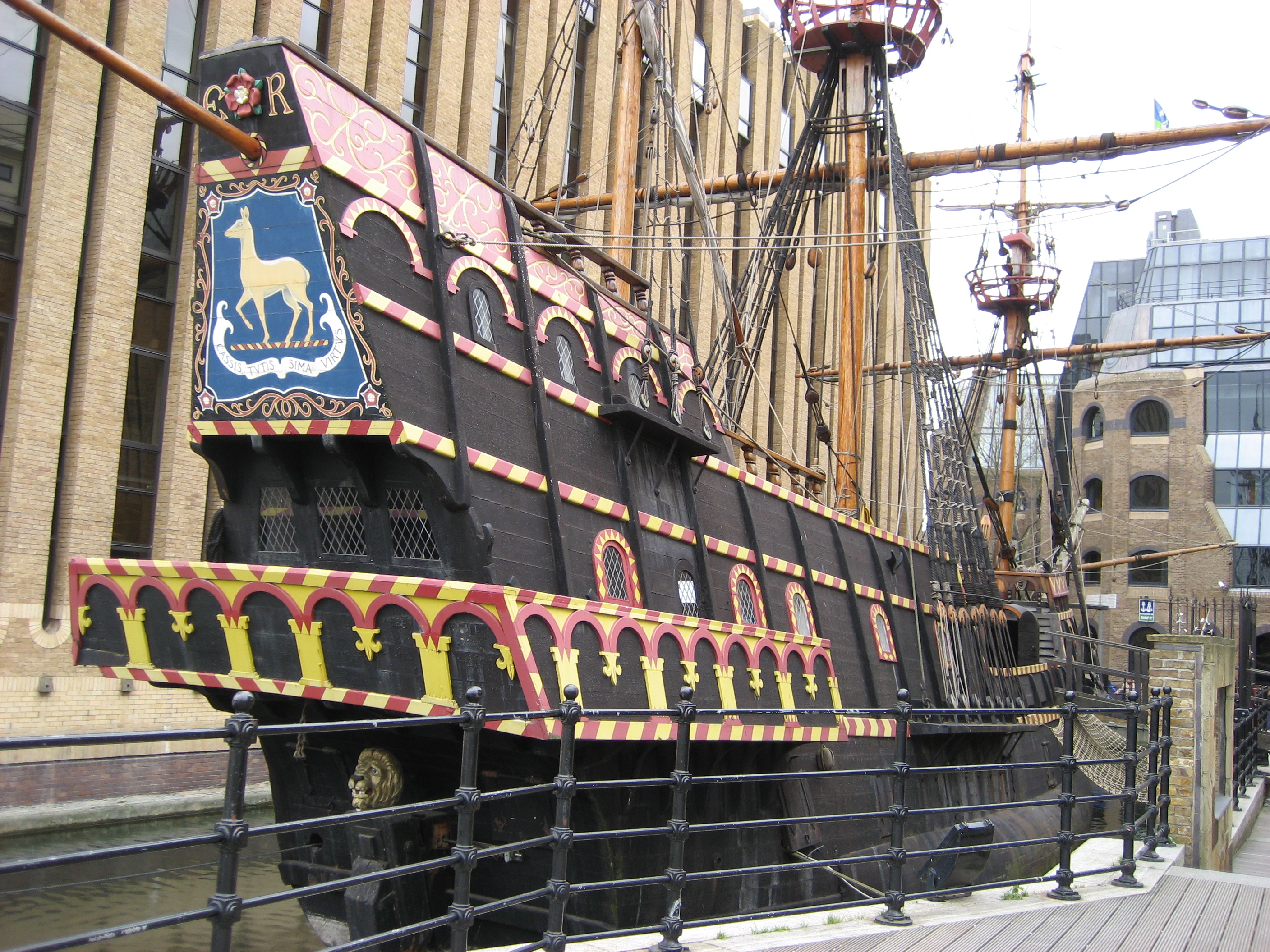
Replika XVI-wiecznego angielskiego galeonu "Golden Hind"

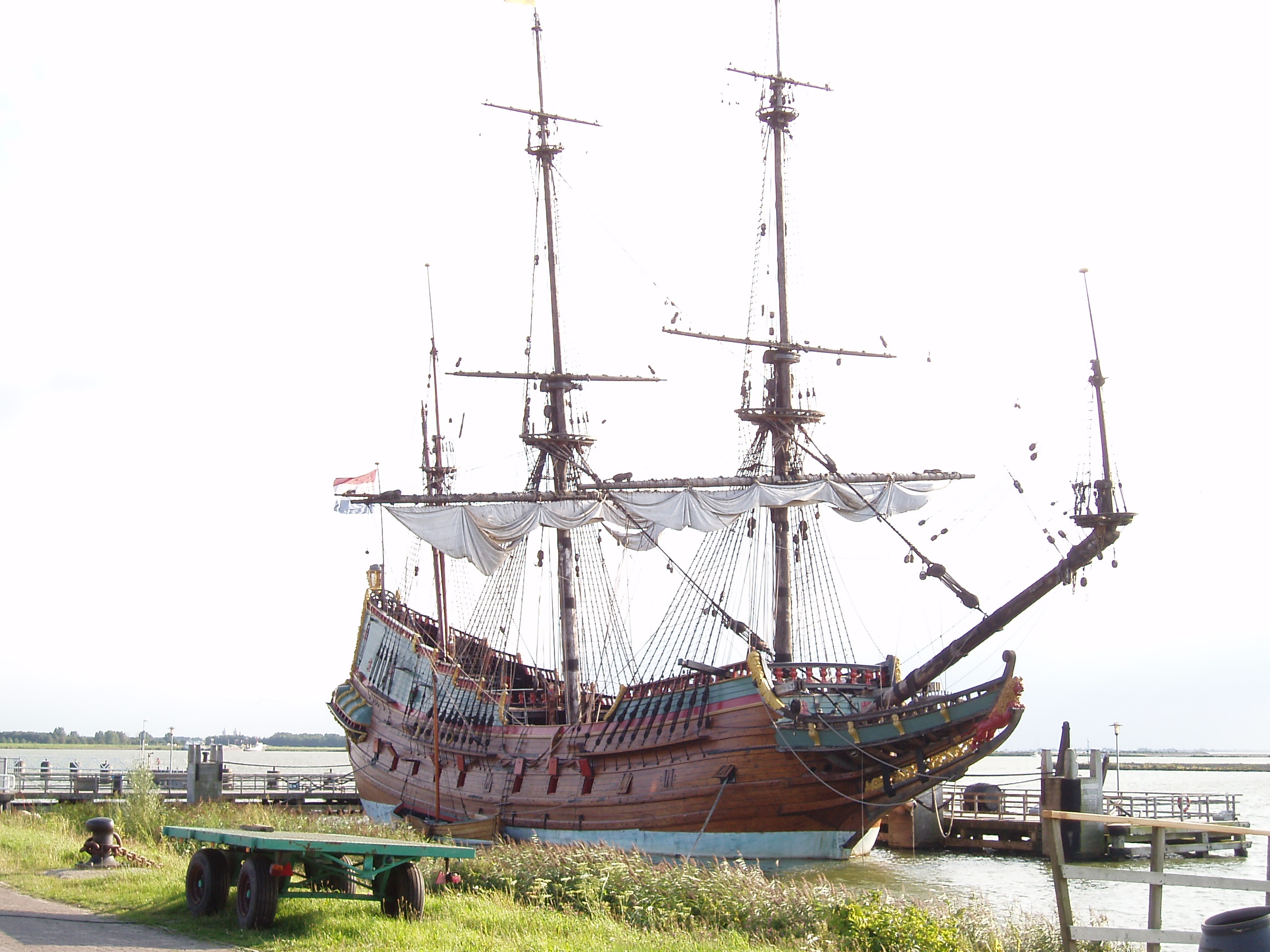
Replika XVII-wiecznego holenderskiego galeonu "Batavia"

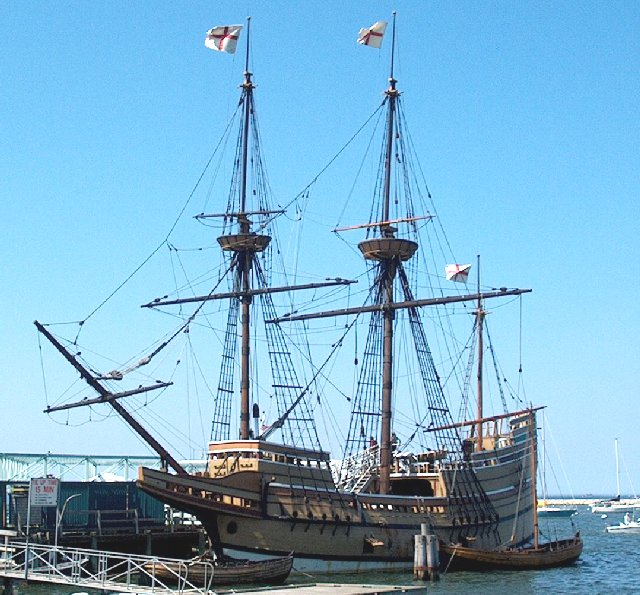
Replika XVII-wiecznego angielskiego galeonu "Mayflower"

Galeon – żaglowy okręt wojenny lub statek handlowy, cechujący się wysoką, zwężającą się ku górze nadbudówką rufową oraz galionem – figurą na dziobie okrętu, z reguły uzasadniającą jego nazwę. Okres świetności galeonów przypadał na XVI–XVII w., choć funkcjonowały jeszcze w XVIII w.

## Budowa
Galeony były jednostkami 3-masztowymi, rzadko 4-masztowymi z żaglami rejowymi na pierwszych dwóch masztach (fokmaszt i grotmaszt) oraz nad i pod bukszprytem, oraz żaglami łacińskimi na jednym – dwu ostatnich (bezanmaszt i ew. bonaventura). Uzbrojone były w od kilkunastu (galeony małe i handlowe) do ponad setki dział różnych wagomiarów i kalibrów, najczęściej niewielkich.
Pojemność galeonów sięgała 750 łasztów (tonaż od 100 do 600-700 ton, największe do 2300 ton). Długość kadłuba wahała się od ok. 30 do 55 m, szerokość od 7 do 14 m.

## Historia
Galeony powstały w drodze ewolucji karak, zmierzającej do poprawienia ich własności żeglugowych przez nadanie smuklejszych kształtów na bazie doświadczeń z budowy mniejszych karawel. Pierwsze galeony, mające jeszcze wiele cech karak, pojawiły się na początku XVI wieku w państwach śródziemnomorskich. Klasa galeonów ukształtowała się w połowie XVI wieku. Głównymi cechami odróżniającymi je od karak były smuklejsze kształty kadłuba, znacznie niższa nadbudówka dziobowa (forkasztel) i smuklejsza, wysoka, zwężająca się ku górze nadbudówka rufowa o konstrukcji schodkowej. Na samej rufie w nadbudówce umieszczano kabiny dowódcy i oficerów, często przeszklone i bogato zdobione z zewnątrz. Nadbudówka dziobowa została nieco cofnięta ku rufie, a dziób upodobnił się do dziobów galer i przybrał formę galionu, z platformą ułatwiającą obsługę takielunku na dziobie.
Galeony przeznaczone były przede wszystkim do żeglugi oceanicznej, budowano też jednak mniejsze jednostki. Wczesne jednostki mogły pełnić funkcje zarówno handlowe, jak i – po uzbrojeniu – wojenne. Od lat 70. XVI wieku rozpoczęto budować specjalne galeony wojenne, o obniżonych kasztelach, uzbrojone w cięższą artylerię. Galeony wojenne uzbrajano w działa lekkie (80–200 sztuk) lub ciężkie działa 18-funtowe (40–50 sztuk), rozmieszczone wzdłuż burt na jednym lub dwóch pokładach działowych. Pierwszym galeonem z dwoma pokładami działowymi był brytyjski "Prince Royal" (zwodowany w 1610 roku, szkutnik Phineas Pett). Pierwszym galeonem z trzema pokładami działowymi (chociaż według niektórych źródeł żaglowiec ten klasyfikowany jest jako okręt liniowy) był brytyjski "Sovereign of the Seas" (szkutnik Phineas Pett, koszt budowy 65 586 funtów, w służbie od 1638 roku, wyporność 1683 t, długość na linii wodnej 52 m, uzbrojenie 100 dział). Na kasztelach ustawiano lżejsze armaty. Liczebność załogi galeonu sięgała 700 ludzi (żołnierzy, marynarzy i kanonierów). W wyniku dalszej ewolucji w drugiej połowie XVII wieku galeony wojenne przekształciły się w okręty liniowe.

## Galeony okresu przejściowego
Ponieważ rozwój okrętów był procesem ciągłym i liniowym, niektóre okręty w zależności od opracowania są różnie klasyfikowane (raz jako galeon, innym razem jako okręt liniowy). Wynikało to między innymi z rozwoju technologii (działa o większej sile rażenia), a – co za tym idzie – ze zmiany taktyki stosowanej w bitwie. Coraz mniejsze znaczenie zaczynał mieć abordaż, a walka odbywała się na większym dystansie. Uzbrojenie galeonów zwiększało się o dodatkowe pokłady działowe, rosła siła ognia, a okręty, aby jak najbardziej to wykorzystać, rozciągały swój szyk w linię (tak, aby operować całą długością baterii burtowej). W związku z tym okręty tego okresu (XVII w.) charakteryzuje jeszcze budowa podobna do galeonu, lecz taktyka ich działania była już właściwa dla okrętów liniowych.
Rozwój galeonów nie był jednakowy i różnił się znacznie w poszczególnych krajach utrzymujących flotę wojenną. W Hiszpanii, która posiadała rozległe imperium kolonialne, potrzebne były bardziej jednostki handlowe, dysponujące znaczną przestrzenią ładunkową, mogące jednocześnie spełniać rolę okrętów wojennych. Dlatego Hiszpanie budowali galeony w stoczniach na Półwyspie Iberyjskim do połowy XVII wieku (później zaczęli budować okręty wojenne oparte na wzorach angielskich i holenderskich), podczas gdy w hiszpańskich koloniach (stocznie w Hawanie i Manili) galeony budowano aż do końca XVII wieku. Klęska Wielkiej Armady w 1588 roku wpłynęła na hiszpańskie budownictwo okrętowe, kiedy po zapoznaniu się z raportami dotyczącymi walk król Filip II zarządził, aby wybudowano serię dużych galeonów (ponad 1000 ton wyporności), lepiej przystosowanych do celów wojennych, wzorowanych na galeonach angielskich. Kryzys ekonomiczny w Hiszpanii, pogłębiający się od początku XVII wieku, spowodował znaczny wzrost kosztów budowy okrętów i powrót do sprawdzonych wzorców. Budowane wtedy galeony hiszpańskie to jednostki rzędu 500-700 ton wyporności; stanowiły one podstawę hiszpańskiej floty do 1639 roku, kiedy została ona praktycznie unicestwiona przez Holendrów (bitwa na płyciźnie Downs).
Tymczasem Anglicy w czasach elżbietańskich rozwijali od lat 70. XVI wieku galeony "strzyżone" jako wyspecjalizowane okręty wojenne. Poprawiono szybkość i manewrowość jednostek, a przede wszystkim zwiększono liczebność ciężkich dział, gdyż podstawą taktyki walki stała się walka artyleryjska, a abordaż był jedynie jej uzupełnieniem (wcześniej postępowano odwrotnie). Angielskie okręty budowane w czasach Stuartów, zarówno nowe ("Victory – 1620, "Triumph" – 1623), jak przebudowywane z istniejących konstrukcji ("Anne Royal" – 1608, "Rainbow" – 1617), klasyfikowane jako Great Ships, były typami przejściowymi między galeonem a okrętem liniowym. Zmiany konstrukcyjne angielskich okrętów, czyli wykorzystanie coraz cięższej artylerii pokładowej i koncentracja armat w furtach burtowych wpłynęły na zmianę taktyki z manewrowej na liniową. Dysponując eskadrą okrętów o zbliżonych właściwościach żeglugowych i bojowych, Anglicy byli w stanie wykształcić skuteczną ofensywną taktykę liniową (Sailing Instructions oraz Fighting Instructions opracowane przez admirała Blake'a), co miało miejsce w czasie pierwszej wojny angielsko-holenderskiej. Następna wojna angielsko-holenderska była już wojną okrętów liniowych.
Holendrzy, którzy stopniowo uwalniali się spod dominacji hiszpańskiej na lądzie (XVI/XVII w.), szybko rozwinęli swoją flotę, odnosząc sporo zwycięstw nad Hiszpanami (bitwa w zatoce Zuider Zee, bitwa morska pod Gibraltarem). Niderlandzkie stocznie wkrótce osiągnęły znaczny stopień specjalizacji, mając największą wydajność i osiągając konkurencyjne ceny w stosunku do Anglików i Hiszpanów (Holendrzy byli głównymi dostawcami galeonów wojennych dla floty francuskiej aż do lat 30. XVII wieku, niderlandzcy szkutnicy pracowali też dla flot państw bałtyckich). Należy jednak pamiętać o specyfice holenderskich wód przybrzeżnych, gdzie liczne mielizny i płycizny wymuszały na konstruktorach budowę statków i okrętów o płaskim dnie i niewielkich wymiarach. Upatrując główne źródło dochodu w handlu, Holendrzy rozwijali przede wszystkim statki handlowe, wykorzystywane też do celów wojennych, co było znacznie tańsze od budowy wyspecjalizowanych okrętów wojennych. Wśród nich były duże, silnie uzbrojone East Indiaman, które z konieczności stanęły do walki z angielską flotą po wybuchu konfliktu angielsko-holenderskiego. Nawet wyspecjalizowane holenderskie galeony wojenne były lżej uzbrojone od okrętów angielskich z uwagi na przyjętą manewrową taktykę walki, która przyniosła im wiele sukcesów w wojnie z Hiszpanami. Przewaga Anglików w konflikcie 1652-54 radykalnie wpłynęła na holenderskie budownictwo okrętowe, powodując rozwój holenderskich okrętów liniowych, co z połączeniu z udaną taktyką było podstawą sukcesu w następnej wojnie z Anglikami (1665-67).

## Historyczne galeony
- polskie:
  - "Smok" – nigdy nieukończony polski okręt wojenny;
  - "Rycerz Święty Jerzy" – XVII-wieczny okręt wojenny (31 dział, 400 t), biorący udział w bitwie pod Oliwą;
  - "Król Dawid" – XVII-wieczny okręt wojenny (31 dział, 400 t), biorący udział w bitwie pod Oliwą;
  - "Wodnik" – XVII-wieczny niewielki okręt wojenny (17 dział, 200 t), biorący udział w bitwie pod Oliwą;
  - "Latający Jeleń" – XVII-wieczny niewielki (20 dział, 300 t) okręt wojenny, biorący udział w bitwie pod Oliwą;
- hiszpańskie:
  - "Nuestra Señora de la Concepción" (Cagafuego) – XVI-wieczny, hiszpański galeon handlowy;
  - "Nuestra Señora de Atocha";
  - "Santa Margarita";
- portugalskie:
  - "San Martin" – XVI-wieczny galeon, okręt flagowy don Alonso Péreza de Guzmána el Bueno, księcia Medina-Sidonia, dowódcy Wielkiej Armady;
- angielskie:
  - "Golden Hind" – okręt flagowy Francisa Drake'a podczas jego podróży dookoła świata;
  - HMS "Triumph" (1562) – XVI-wieczny okręt flagowy wiceadmirała Martina Frobishera, największy okręt wojenny we flocie królowej Elżbiety I (55 dział, 760 t);
  - HMS "Ark Royal" (1587) – angielski okręt flagowy, biorący udział w walkach z Wielką Armadą;
  - HMS "Revenge" (1577) – XVI-wieczny okręt wojenny (46 dział, 500 t);
  - HMS "Prince Royal" (1610);
  - HMS "Sovereign of the Seas" (1637);
- szwedzkie:
  - "Tigern" (pl. Tygrys) – XVII-wieczny okręt admiralski (22 działa, 320 t), zdobyty przez wojska polskie w bitwie pod Oliwą;
  - "Solen" (pl. Słońce) – XVII-wieczny okręt wojenny (38 dział, 300 t), biorący udział w bitwie pod Oliwą;
  - "Pelikanen" (pl. Pelikan) – XVII-wieczny okręt wojenny (20 dział, 200 t), biorący udział w bitwie pod Oliwą;
  - "Månen" (pl. Księżyc) – XVII-wieczny okręt wojenny (26 dział, 300 t), biorący udział w bitwie pod Oliwą;
  - "Enhörningen" (pl. Jednorożec) – XVII-wieczny okręt wojenny (18 dział, 240 t), biorący udział w bitwie pod Oliwą;
  - "Vasa" – królewski okręt wojenny, zatonął w czasie pierwszego rejsu, wydobyty w 1961 roku i przekształcony na muzeum;
- holenderskie:
  - "Batavia" – holenderski okręt zbudowany w Amsterdamie w 1628;
- hanzeatyckie:
  - "Adler von Lübeck" – XVI-wieczny, ciężki okręt wojenny należący do Związku Hanzeatyckiego, był największym galeonem w roku 1566, kiedy został zbudowany;
- japońskie:
  - "San Juan Bautista" – XVI-wieczny galeon japoński zbudowany według wzorów europejskich;
- inne:
  - "San Salvador" – jeden z dwóch pierwszych okrętów, które dotarły do Santa Catalina Island u wybrzeży Stanów Zjednoczonych w stanie Kalifornia;
  - "Mayflower" – okręt pierwszych kolonistów angielskich;
  - "La Couronne" (pl. Korona) – francuski okręt wojenny, wybudowany z polecenia kardynała Richelieu.

## Współczesne repliki galeonów
- "Neptun" – replika zbudowana na potrzeby filmu Piraci, stoi w Porto Antico w Genui jako statek-muzeum;
- "Batavia" – replika zbudowana w 1995 w Lelystad w Holandii przy użyciu XVII-wiecznych technologii i narzędzi;
- "Golden Hind" – replika zbudowana w roku 1973; przebył ponad 140 000 mil i – podobnie jak oryginał – odbył podróż dookoła świata; można go było również oglądać w serialu Szogun; od lat 90. stoi przy nabrzeżu St Mary Overie w Southwark w Londynie, przekształcony w muzeum historii żeglarstwa ery elżbietańskiej;
- "Mayflower II" – replika okrętu Mayflower zbudowana w 1956 w Anglii, obecnie można go zwiedzać w Plymouth w Nowej Anglii;
- "San Juan Bautista" – replika z 1993;  zrekonstruowany na podstawie zachowanych opisów i rysunków; obecnie jest częścią parku tematycznego w portowym mieście Ishinomaki w Japonii;
- "Half Moon" – dwie repliki holenderskiego okrętu, którym pływał angielski żeglarz i odkrywca Henry Hudson: pierwsza powstała w 1909 roku, druga – w 1989 roku i jest udostępniona do zwiedzania w Muzeum Nowej Holandii (ang. New Netherland Museum) w Albany;
- "Lew" – niewielki statek wycieczkowy stylizowany na galeon, odbywa rejsy wycieczkowe po Motławie w Gdańsku.